# Gambels kuifkwartel
Gambels kuifkwartel (Callipepla gambelii) wordt ook wel helmkwartel of gambelkwartel genoemd. Deze soort behoort tot de familie Odontophoridae.

## Kenmerken
De vogel is ongeveer 24 centimeter lang.

## Voortplanting
Het nest bevindt zich op de grond, veelal op een beschutte plaats. Het legsel bestaat uit 10-15 eieren. De eieren komen na ongeveer 3 weken (21-24 dagen) broeden uit. De jongen zijn nestvlieders en eten in die tijd hoofdzakelijk dierlijk voedsel. Later bestaat hun menu voornamelijk uit plantaardige kost.

## Verspreiding
Deze soort komt voor in Mexico en in het zuidwesten van de Verenigde Staten en bestaat uit vier ondersoorten:
- C. g. gambelii: zuidelijk Nevada tot Arizona en noordwestelijk Mexico.
- C. g. ignoscens: zuidelijk Nieuw-Mexico en westelijk Texas.
- C. g. fulvipectus: het noorden van centraal Sonora tot noordwestelijk Sinaloa.
- C. g. stephensi: zuidelijk Sonora

## Beschermingsstatus
De totale populatie is in 2019 geschat op 5,8 miljoen volwassen vogels. Op de Rode lijst van de IUCN heeft de soort de status niet bedreigd.